# Hoa hậu Hoàn vũ Việt Nam 2023
Hoa hậu Hoàn vũ Việt Nam 2023 (Tiếng Anh: Miss Cosmo Vietnam 2023) là cuộc thi Hoa hậu Hoàn vũ Việt Nam lần thứ 6 do Công ty Cổ phần Hoàn vũ Sài Gòn (Unicorp) tổ chức. Đây là năm đầu tiên mà Unicorp ngừng hợp tác cùng với UNI Media để tổ chức cuộc thi và tìm ra đại diện tham dự Hoa hậu Hoàn vũ, đêm chung kết sẽ được tổ chức vào ngày 31 tháng 12 năm 2023 tại Tea Resort Prenn, Chân đèo Prenn, Phường 3, thành phố Đà Lạt, tỉnh Lâm Đồng, chủ đề của cuộc thi năm nay là MADE, NOT BORN - Tôi luyện nên tôi. Hoa hậu Hoàn vũ Việt Nam 2022 - Nguyễn Thị Ngọc Châu đến từ Tây Ninh đã trao lại vương miện cho người kế nhiệm là Bùi Thị Xuân Hạnh đến từ Ninh Bình.
Lần đầu tiên trong lịch sử Hoa hậu Hoàn vũ Việt Nam đêm thi bán kết và chung kết được diễn ra tại sân khấu ngoài trời và đặc biệt đêm chung kết được diễn ra vào ngày cuối cùng trong năm 2023, trong khoảnh khắc chuyển giao giữa năm cũ và năm mới, sẽ có màn pháo hoa chào mừng năm mới. Tân Hoa hậu Hoàn vũ Việt Nam sẽ đại diện Việt Nam tham dự Hoa hậu Hoàn vũ Quốc tế 2024 do UniMedia tổ chức.

## Thay đổi
- Đây là năm đầu tiên mà Unicorp sẽ ngừng hợp tác với Uni Media trong việc đề cử đại diện Việt Nam tham dự Hoa hậu Hoàn vũ nhưng vẫn sẽ giữ độc quyền thương hiệu cuộc thi là Hoa hậu Hoàn vũ Việt Nam và vẫn sẽ được tổ chức.
- Ngày 18 tháng 2 năm 2023, Công ty Cổ phần Hoàn vũ Sài Gòn (Unicorp) – Đơn vị tổ chức cuộc thi Hoa hậu Hoàn vũ Việt Nam ra thông báo sẽ tiếp tục là đơn vị tổ chức cuộc thi Hoa hậu Hoàn Vũ Việt Nam, đồng thời công bố tạm ngưng hợp tác bản quyền đề cử đại diện Việt Nam tham gia Hoa hậu Hoàn vũ với tổ chức Hoa hậu Hoàn vũ.[3]
- Bắt đầu từ mùa 2023, khán giả sẽ bình chọn cho "Thí sinh được yêu thích nhất" để đưa thí sinh vào Top 16 như mùa 2022, tuy nhiên sẽ đóng góp số điểm này như một Giám khảo chính thức để chọn ra người chiến thắng (Khác với mùa 2022 là chỉ có thể đưa thí sinh có số vote cao nhất vào Top 16). Đồng thời, từ Top 5 sẽ chỉ còn công bố Top 2, và cuối cùng sẽ công bố Hoa hậu, đồng nghĩa với việc người còn lại là Á hậu.

## Kết quả

### Thứ hạng
| Kết quả                                                 | Thí sinh | Vị trí Quốc tế                         |
| ------------------------------------------------------- | --- | -------------------------------------- |
| Hoa hậu Hoàn vũ Việt Nam 2023 (Miss Cosmo Vietnam 2024) | - Ninh Bình – Bùi Thị Xuân Hạnh | - Top 5 – Hoa hậu Hoàn vũ Quốc tế 2024 |
| Á hậu                                                   | - Hà Nội – Hoàng Thị Nhung |                                        |
| Top 5                                                   | - Thành phố Hồ Chí Minh – Ngô Bảo Ngọc - Điện Biên – Vũ Thúy Quỳnh - Thành phố Hồ Chí Minh – Cao Thị Thiên Trang |                                        |
| Top 10                                                  | - Thành phố Hồ Chí Minh – Phan Lê Hoàng An - Nghệ An – Đậu Hải Minh Anh |                                        |
| Top 10                                                  | - Hà Nội – Kiều Thị Thúy Hằng | - TBA – Hoa hậu Toàn cầu 2026          |
| Top 10                                                  | - Hải Phòng – Phạm Thu Huyền - Bình Phước – Lê Thị Tuyết Nhi § |                                        |
| Top 16                                                  | - Thành phố Hồ Chí Minh – Đặng Trần Ngọc - Thành phố Hồ Chí Minh – Thomas Iris Thanh - Đắk Lắk – Nguyễn Thị Bích Thùy - Phú Yên – Bùi Thị Thanh Thủy - Nghệ An – Nguyễn Thị Quỳnh Trang - Long An – Huỳnh Đào Diễm Trinh |                                        |

§: Thí sinh được vào thẳng Top 16 do nhận được nhiều phiếu bình chọn từ khán giả nhất.

### Thứ tự công bố
| 1. Bùi Thị Xuân Hạnh 2. Hoàng Thị Nhung 3. Phan Lê Hoàng An 4. Cao Thị Thiên Trang 5. Huỳnh Đào Diễm Trinh 6. Đặng Trần Ngọc 7. Đậu Hải Minh Anh 8. Kiều Thị Thúy Hằng 9. Ngô Bảo Ngọc 10. Lê Thị Tuyết Nhi 11. Thomas Iris Thanh 12. Bùi Thị Thanh Thủy 13. Nguyễn Thị Bích Thùy 14. Vũ Thúy Quỳnh 15. Nguyễn Thị Quỳnh Trang 16. Phạm Thu Huyền | 1. Phạm Thu Huyền 2. Hoàng Thị Nhung 3. Đậu Hải Minh Anh 4. Phan Lê Hoàng An 5. Lê Thị Tuyết Nhi 6. Cao Thị Thiên Trang 7. Kiều Thị Thúy Hằng 8. Ngô Bảo Ngọc 9. Bùi Thị Xuân Hạnh 10. Vũ Thúy Quỳnh | 1. Vũ Thúy Quỳnh 2. Hoàng Thị Nhung 3. Cao Thị Thiên Trang 4. Ngô Bảo Ngọc 5. Bùi Thị Xuân Hạnh | 1. Bùi Thị Xuân Hạnh 2. Hoàng Thị Nhung |

## Các giải thưởng phụ
| Giải phụ                      | Thí sinh                    |
| Người đẹp Biển                | - 678 – Ngô Bảo Ngọc        |
| Người đẹp Áo dài              | - 676 – Hoàng Thị Nhung     |
| Người đẹp Thể thao            | - 188 – Trần Thu Huyền      |
| Người đẹp Tài năng            | - 080 – Trương Thanh Diễm   |
| Người đẹp Ảnh                 | - 686 – Đậu Hải Minh Anh    |
| Người đẹp Bản lĩnh            | - 684 – Đặng Trần Ngọc      |
| Người đẹp Thời trang          | - 579 – Bùi Thị Xuân Hạnh   |
| Người đẹp Truyền thông        | - 696 – Vũ Thúy Quỳnh       |
| Người đẹp Thân thiện          | - 181 – Trần Minh Quyên     |
| Người đẹp được yêu thích nhất | - 692 – Lê Thị Tuyết Nhi    |
| Best Social Media             | - 789 – Cao Thị Thiên Trang |

### Giải thưởng phụ chính thức

#### Người đẹp Tài năng
| Kết quả     | Thí sinh |
| Chiến thắng | - 080 – Trương Thanh Diễm |
| Top 4       | - 375 – Huỳnh Ngọc Lan Anh - 575 – Kiều Thị Thúy Hằng - 288 – Bùi Thị Thanh Thủy                                                                      |
| Top 10      | - 382 – Phan Lê Hoàng An - 289 – Trần Thị Thùy Trâm - 686 – Đặng Trần Ngọc - 188 – Trần Thu Huyền - 099 – Đỗ Thị Minh Tâm - 100 – Lê Ngọc Phương Thảo |

#### Người đẹp Thời trang
| Kết quả     | Thí sinh |
| Chiến thắng | - 579 – Bùi Thị Xuân Hạnh |
| Top 10      | - 575 – Kiều Thị Thúy Hằng - 182 – Phạm Thu Huyền - 678 – Ngô Bảo Ngọc - 676 – Hoàng Thị Nhung - 696 – Vũ Thúy Quỳnh - 099 – Đỗ Thị Minh Tâm - 289 – Trần Thị Thùy Trâm - 789 – Cao Thị Thiên Trang - 086 – Huỳnh Đào Diễm Trinh |

#### Người đẹp Biển - Best in Swimsuit
| Kết quả     | Thí sinh |
| Chiến thắng | - 678 – Ngô Bảo Ngọc |
| Top 6       | - 382 – Phan Lê Hoàng An - 579 – Bùi Thị Xuân Hạnh - 676 – Hoàng Thị Nhung - 696 – Vũ Thúy Quỳnh - 088 – Nguyễn Thanh Thanh |

#### Người đẹp Bản lĩnh
| Kết quả     | Thí sinh                                                                                                | Thí sinh                                                                                                |
| Chiến thắng | Đại sứ Vì cộng đồng                                                                                     | - 684 – Đặng Trần Ngọc                                                                                  |
| Top 4       | Đại sứ Di sản văn hóa                                                                                   | - 090 – Thomas Iris Thanh                                                                               |
| Top 4       | Đại sứ Du lịch                                                                                          | - 578 – Trần Thị Thanh Thanh                                                                            |
| Top 4       | Đại sứ Sinh thái và Môi trường                                                                          | - 678 – Ngô Bảo Ngọc                                                                                    |
| Top 8       | - 382 – Phan Lê Hoàng An - 676 – Hoàng Thị Nhung - 288 – Bùi Thị Thanh Thủy - 789 – Cao Thị Thiên Trang | - 382 – Phan Lê Hoàng An - 676 – Hoàng Thị Nhung - 288 – Bùi Thị Thanh Thủy - 789 – Cao Thị Thiên Trang |
| Top 12      | - 097 – Nguyễn Thị Lan - 777 – Lê Đàm Hồng Thọ - 579 – Bùi Thị Xuân Hạnh - 696 – Vũ Thúy Quỳnh          | - 097 – Nguyễn Thị Lan - 777 – Lê Đàm Hồng Thọ - 579 – Bùi Thị Xuân Hạnh - 696 – Vũ Thúy Quỳnh          |

### Giải thưởng phụ Best Social
| Kết quả     | Thí sinh |
| Chiến thắng | - 382 – Phan Lê Hoàng An |
| Top 10      | - 579 – Bùi Thị Xuân Hạnh - 097 – Nguyễn Thị Lan - 676 – Hoàng Thị Nhung - 696 – Vũ Thúy Quỳnh - 684 – Đặng Trần Ngọc - 195 – Nguyễn Thị Thanh Thùy - 793 – Huỳnh Thị Cẩm Tiên - 789 – Cao Thị Thiên Trang - 185 – Trần Nhật Vy |

| Kết quả     | Thí sinh |
| Chiến thắng | - 289 – Trần Thị Thùy Trâm |
| Top 10      | - 182 – Phạm Thu Huyền - 797 – Phạm Thị Hằng Nga - 678 – Ngô Bảo Ngọc - 692 – Lê Thị Tuyết Nhi - 181 – Trần Minh Quyên - 696 – Vũ Thúy Quỳnh - 088 – Nguyễn Thanh Thanh - 288 – Bùi Thị Thanh Thủy - 789 – Cao Thị Thiên Trang |

| Kết quả     | Thí sinh |
| Chiến thắng | - 684 – Đặng Trần Ngọc |
| Top 10      | - 088 – Nguyễn Thanh Thanh - 181 – Trần Minh Quyên - 696 – Vũ Thúy Quỳnh - 288 – Bùi Thị Thanh Thủy - 292 – Nguyễn Thị Quỳnh Trang - 195 – Nguyễn Thị Thanh Thùy - 678 – Ngô Bảo Ngọc - 789 – Cao Thị Thiên Trang - 578 – Trần Thị Thanh Thanh |

| Kết quả     | Thí sinh |
| Chiến thắng | - 696 – Vũ Thúy Quỳnh |
| Top 10      | - 090 – Thomas Iris Thanh - 092 – Hồ Nguyễn Ngọc Như - 288 – Bùi Thị Thanh Thủy - 292 – Nguyễn Thị Quỳnh Trang - 181 – Trần Minh Quyên - 684 – Đặng Trần Ngọc - 795 – Đỗ Thị Cẩm Tiên - 686 – Đậu Hải Minh Anh - 578 – Trần Thị Thanh Thanh |

| Kết quả     | Thí sinh |
| Chiến thắng | - 678 – Ngô Bảo Ngọc |
| Top 15      | - 185 – Trần Nhật Vy - 088 – Nguyễn Thị Bích Thùy - 797 – Phạm Thị Hằng Nga - 579 – Bùi Thị Xuân Hạnh - 182 – Phạm Thu Huyền - 086 – Huỳnh Đào Diễm Trinh - 575 – Kiều Thị Thúy Hằng - 097 – Nguyễn Thị Lan - 676 – Hoàng Thị Nhung - 181 – Trần Minh Quyên - 099 – Đỗ Thị Minh Tâm - 292 – Nguyễn Thị Quỳnh Trang - 696 – Vũ Thúy Quỳnh - 095 – Đặng Thị Yến |

| Kết quả     | Thí sinh |
| Chiến thắng | - 696 – Vũ Thúy Quỳnh |
| Top 15      | - 382 – Phan Lê Hoàng An - 686 – Đậu Hải Minh Anh - 375 – Huỳnh Ngọc Lan Anh - 579 – Bùi Thị Xuân Hạnh - 188 – Trần Thu Huyền - 080 – Trương Thanh Diễm - 575 – Kiều Thị Thúy Hằng - 692 – Lê Thị Tuyết Nhi - 676 – Hoàng Thị Nhung - 288 – Bùi Thị Thanh Thủy - 289 – Trần Thị Thùy Trâm - 292 – Nguyễn Thị Quỳnh Trang - 195 – Nguyễn Thị Thanh Thùy - 095 – Đặng Thị Yến |

## Thí sinh tham gia

### Top 40 thí sinh bán kết và chung kết
Ban đầu có 40 thí sinh vượt qua thử thách truyền hình thực tế nhưng chỉ còn 38 thí sinh dự thi đêm bán kết vì có thí sinh rút khỏi cuộc thi trước đêm bán kết.
| Họ tên                 | Năm sinh | SBD | Chiều cao | Quê quán              | Ghi chú |
| ---------------------- | -------- | --- | --------- | --------------------- | --- |
| Phan Lê Hoàng An       | 2000     | 382 | 1,69 m    | Thành phố Hồ Chí Minh | Top 10 Thắng thử thách "Cosmo Space" Best Interview                                                                    |
| Đậu Hải Minh Anh       | 1999     | 686 | 1,69 m    | Nghệ An               | Top 10 Người đẹp Ảnh Cosmo Pass - Đặc cách vào Top 59                                                                  |
| Huỳnh Ngọc Lan Anh     | 2001     | 375 | 1,73 m    | Vĩnh Long             | |
| Trương Thanh Diễm      | 1994     | 080 | 1,65 m    | Kiên Giang            | Người đẹp Tài năng Cosmo Pass - Đặc cách vào Top 59                                                                    |
| Bùi Thị Xuân Hạnh      | 2001     | 579 | 1,71 m    | Ninh Bình             | Hoa hậu Hoàn vũ Việt Nam 2023 Người đẹp Thời trang Cosmo Pass - Đặc cách vào Top 59 Thắng thử thách "Cosmo Look"       |
| Kiều Thị Thúy Hằng     | 2000     | 575 | 1,77 m    | Hà Nội                | Top 10 Cosmo Pass - Đặc cách vào Top 59                                                                                |
| Trần Thị Thu Hiền      | 2002     | 799 | 1,63 m    | Đà Nẵng               | |
| Phạm Thu Huyền         | 1999     | 182 | 1,71 m    | Hải Phòng             | Top 10 |
| Trần Thu Huyền         | 2003     | 188 | 1,72 m    | Đà Nẵng               | Người đẹp Thể thao |
| Nguyễn Thị Ngọc Khánh  | 2003     | 586 | 1,63 m    | Hà Nội                | |
| Nguyễn Thị Lan         | 2000     | 097 | 1,63 m    | Ninh Bình             | |
| Quách Thị Lệ           | 1999     | 475 | 1,69 m    | Thanh Hóa             | |
| Lý Thị Linh            | 2002     | 488 | 1,64 m    | Lạng Sơn              | Rút lui trước đêm bán kết vì lý do cá nhân                                                                             |
| Phạm Thị Hằng Nga      | 1999     | 797 | 1,71 m    | Hà Nam                | |
| Đặng Trần Ngọc         | 1997     | 684 | 1,63 m    | Thành phố Hồ Chí Minh | Top 16 Người đẹp Bản lĩnh Thắng thử thách "Cosmo Woman" Best Smile Đại sứ Vì cộng đồng (Người đẹp Bản lĩnh)            |
| Ngô Bảo Ngọc           | 1995     | 678 | 1,74 m    | Thành phố Hồ Chí Minh | Top 5 Người đẹp Biển Cosmo Pass - Đặc cách vào Top 59 Best Catwalk Đại sứ Sinh thái và Môi trường (Người đẹp Bản lĩnh) |
| Đặng Tú Nhàn           | 1998     | 178 | 1,72 m    | Hà Nội                | |
| Lê Thị Tuyết Nhi       | 2001     | 692 | 1,72 m    | Bình Phước            | Top 10 Người đẹp được yêu thích nhất                                                                                   |
| Hoàng Thị Nhung        | 1996     | 676 | 1,79 m    | Hà Nội                | Á hậu Người đẹp Áo dài Cosmo Pass - Đặc cách vào Top 59                                                                |
| Nguyễn Thị Diễm Quyên  | 2004     | 091 | 1,72 m    | Quảng Nam             | |
| Trần Minh Quyên        | 1994     | 181 | 1,70 m    | Hà Nội                | Người đẹp Thân thiện                                                                                                   |
| Vũ Thúy Quỳnh          | 1998     | 696 | 1,74 m    | Điện Biên             | Top 5 Người đẹp Truyền thông Cosmo Pass - Đặc cách vào Top 59 Thắng thử thách "Cosmo Portrait" Best Face Miss Purité   |
| Đỗ Thị Minh Tâm        | 1998     | 099 | 1,69 m    | Hà Nội                | Cosmo Pass - Đặc cách vào Top 59 Rút lui trước đêm bán kết vì lý do cá nhân                                            |
| Nguyễn Thanh Thanh     | 1999     | 088 | 1,70 m    | Trà Vinh              | |
| Thomas Iris Thanh      | 1999     | 090 | 1,79 m    | Thành phố Hồ Chí Minh | Top 16 Đại sứ Di sản và Văn hóa (Người đẹp Bản lĩnh)                                                                   |
| Trần Thị Thanh Thanh   | 2002     | 578 | 1,67 m    | Bắc Giang             | Đại sứ Du lịch (Người đẹp Bản lĩnh)                                                                                    |
| Lê Ngọc Phương Thảo    | 1995     | 100 | 1,75 m    | Bến Tre               | |
| Lê Đàm Hồng Thọ        | 2003     | 777 | 1,72 m    | Phú Yên               | |
| Nguyễn Thị Bích Thùy   | 2001     | 800 | 1,72 m    | Đắk Lắk               | Top 16 |
| Nguyễn Thị Thanh Thùy  | 1995     | 195 | 1,66 m    | Thành phố Hồ Chí Minh | |
| Bùi Thị Thanh Thủy     | 1997     | 288 | 1,68 m    | Phú Yên               | Top 16 Chiến thắng cuộc thi Online Cosmo Pass - Đặc cách vào Top 59                                                    |
| Huỳnh Thị Cẩm Tiên     | 1993     | 793 | 1,66 m    | An Giang              | |
| Cao Thị Thiên Trang    | 1993     | 789 | 1,76 m    | Thành phố Hồ Chí Minh | Top 5 Cosmo Pass - Đặc cách vào Top 59 Thắng thử thách "Cosmo Pride" Best Social Media                                 |
| Nguyễn Thị Quỳnh Trang | 2000     | 292 | 1,67 m    | Nghệ An               | Top 16 |
| Triệu Thiên Trang      | 1998     | 596 | 1,67 m    | Thành phố Hồ Chí Minh | |
| Trần Thị Thùy Trâm     | 1996     | 289 | 1,68 m    | Quảng Nam             | Best Body |
| Nguyễn Hoàng Bảo Trân  | 2001     | 593 | 1,68 m    | Thành phố Hồ Chí Minh | |
| Huỳnh Đào Diễm Trinh   | 1998     | 086 | 1,77 m    | Long An               | Top 16 Cosmo Pass - Đặc cách vào Top 59                                                                                |
| Trần Nhật Vy           | 2002     | 185 | 1,70 m    | Bình Thuận            | |
| Đặng Thị Yến           | 2004     | 095 | 1,68 m    | Kon Tum               | |

### Top 59 thí sinh truyền hình thực tế
| Họ tên                  | Năm sinh        | SBD             | Chiều cao       | Quê quán              | Ghi chú                  |
| Bị loại ở tập 2         | Bị loại ở tập 2 | Bị loại ở tập 2 | Bị loại ở tập 2 | Bị loại ở tập 2       | Bị loại ở tập 2          |
| ----------------------- | --------------- | --------------- | --------------- | --------------------- | ------------------------ |
| Nguyễn Thị Hồng Mỹ      | 2003            | 592             | 1,70 m          | Đồng Nai              |                          |
| Hồ Nguyễn Kiều Oanh     | 2004            | 581             | 1,68 m          | Bà Rịa – Vũng Tàu     |                          |
| Bị loại ở tập 3         |                 |                 |                 |                       |                          |
| Lê Thị Yến Ngọc         | 1994            | 079             | 1,69 m          | Bến Tre               | Rút lui vì lý do cá nhân |
| Lê Huỳnh Ni             | 1998            | 487             | 1,70 m          | Cà Mau                |                          |
| Bị loại ở tập 5         |                 |                 |                 |                       |                          |
| Hoàng Thị Vân Anh       | 2001            | 176             | 1,67 m          | Lạng Sơn              |                          |
| Đàng Thị Kim Lệ         | 2000            | 293             | 1,63 m          | Bình Thuận            |                          |
| Lê Thị Thanh Ngân       | 1998            | 287             | 1,68 m          | Thành phố Hồ Chí Minh |                          |
| Nguyễn Thị Thanh Vân    | 2005            | 783             | 1,69 m          | An Giang              |                          |
| Bị loại ở tập 6         |                 |                 |                 |                       |                          |
| Phạm Mỹ Duyên           | 2005            | 590             | 1,65 m          | Hà Nội                |                          |
| Bùi Hạnh Nguyên         | 1997            | 089             | 1,80 m          | Long An               |                          |
| Bị loại ở tập 7         |                 |                 |                 |                       |                          |
| Lê Thị Ngọc Bích        | 1996            | 576             | 1,70 m          | Đà Nẵng               | Rút lui vì lý do cá nhân |
| Nguyễn Thị Thanh Thủy   | 1999            | 591             | 1,75 m          | Đồng Nai              |                          |
| Võ Thị Thủy Tiên        | 2001            | 094             | 1,70 m          | Hà Tĩnh               |                          |
| Lê Huỳnh Thảo Uyên      | 1998            | 077             | 1,69 m          | Thành phố Hồ Chí Minh |                          |
| Bị loại ở tập 9         |                 |                 |                 |                       |                          |
| Đặng Lâm Giang Anh      | 1999            | 175             | 1,68 m          | Đồng Nai              |                          |
| Lương Thị Trúc Hà       | 2004            | 700             | 1,75 m          | Đà Nẵng               |                          |
| Hồ Nguyễn Ngọc Như      | 1996            | 092             | 1,71 m          | Thành phố Hồ Chí Minh |                          |
| Đỗ Thị Cẩm Tiên         | 1997            | 795             | 1,64 m          | Kiên Giang            |                          |
| Huỳnh Nguyễn Thanh Trúc | 2003            | 279             | 1,66 m          | Đồng Nai              |                          |

## Thông tin thí sinh
- Bùi Thị Xuân Hạnh: Á quân The Face Vietnam 2023 - team Vũ Thu Phương, Top 5 Hoa hậu Hoàn vũ Quốc tế 2024 cùng giải phụ Trang phục Dạ hội đẹp nhất.
- Hoàng Thị Nhung: Siêu mẫu triển vọng - Siêu mẫu Việt Nam 2015, Top 16 Hoa hậu Hoàn vũ Việt Nam 2022 cùng giải phụ Top 10 Best Catwalk.
- Cao Thị Thiên Trang: Á quân Vietnam's Next Top Model 2012, Top 5 Vietnam's Next Top Model 2017, huấn luyện viên The Face Online by Vespa.
- Vũ Thúy Quỳnh: Top 12 Siêu mẫu Việt Nam 2018, Top 10 Hoa hậu Hoàn vũ Việt Nam 2022 cùng giải phụ (Người đẹp Ảnh, Top 5 Người đẹp Biển, Top 20 Best Face, Top 22 Best Catwalk, Top 12 Miss Tiktok),  Á quân 3 The New Mentor 2023 - team Hương Giang, Á hậu 2 Miss Universe Vietnam 2024 cùng giải phụ Trình diễn Quốc phục đẹp nhất và Dự án cộng đồng hiệu quả nhất, Huấn luyện viên Miss International Queen Vietnam 2025.
- Ngô Bảo Ngọc: Top 10 Hoa hậu Hoàn vũ Việt Nam 2022 cùng giải phụ (Người đẹp Biển, Top 8 Người đẹp Bản lĩnh, Top 10 Best Face, Top 10 Best Catwalk, Top 10 Best English Skill, Top 12 Miss Tiktok).
- Kiều Thị Thúy Hằng: Top 15 Hoa hậu Hoàn vũ Việt Nam 2019, Top 12 The Face Online by Vespa - team Trâm Anh & Nguyễn Hợp, Á hậu 1 Hoa hậu Sinh thái Việt Nam 2022, Top 60 Hoa hậu Các dân tộc Việt Nam 2022, Đăng quang Miss Global Vietnam 2026, đại diện Việt Nam tại cuộc thi Hoa hậu Toàn cầu 2026.
- Đậu Hải Minh Anh: Top 22 Hoa hậu Việt Nam 2020 cùng các giải phụ (Người đẹp được yêu thích nhất, Top 5 Người đẹp có làn da đẹp nhất).
- Phan Lê Hoàng An: Top 10 Hoa khôi Du lịch Việt Nam 2020 cùng các giải phụ (Người đẹp Du lịch và Người đẹp Trang phục Thân thiện Môi trường), Top 20 Hoa hậu Thế giới Việt Nam 2022 cùng các giải phụ (Người đẹp Thể thao, Top 2 Người đẹp Bản lĩnh, Top 5 Người đẹp Du lịch, Top 4 Queen Talks).
- Phạm Thu Huyền: Top 12 The Face Vietnam 2023 - team Anh Thư.
- Lê Thị Tuyết Nhi: Hoa khôi Đại học Công nghiệp Thành phố Hồ Chí Minh 2023, Top 48 Hoa hậu Hòa bình Việt Nam 2023 cùng các giải phụ (Miss Star Kombucha, Giải nhì Miss Elasten, Top 16 Người đẹp truyền cảm hứng).
- Nguyễn Thị Bích Thùy: Top 10 Hoa hậu Thế giới Việt Nam 2019 cùng các giải phụ (Người đẹp Áo dài, Top 5 Người đẹp Nhân ái), Top 15 Hoa hậu Việt Nam 2020 cùng giải phụ (Top 5 Người đẹp Áo dài, Top 5 Người đẹp Thời trang), Tham gia Miss Universe Vietnam 2023 và dừng chân sau vòng sơ khảo.
- Huỳnh Đào Diễm Trinh: Top 10 Hoa hậu Du lịch Việt Nam Toàn cầu 2021 cùng giải phụ Người đẹp Thời trang, Top 71 Hoa hậu Hoàn vũ Việt Nam 2022, Top 60 Hoa hậu Các dân tộc Việt Nam 2022, đăng quang Hoa khôi Sông Vàm 2022.
- Bùi Thị Thanh Thủy: Top 30 Hoa khôi Du lịch Việt Nam 2020 cùng giải phụ Người đẹp Tài năng, Top 41 Hoa hậu Hoàn vũ Việt Nam 2022 cùng giải phụ Người đẹp Tài năng, Top 15 Hoa hậu Hòa bình Việt Nam 2023 cùng giải phụ (Top 6 Ấn tượng, Top 5 Miss Fashion, Top 10 Best Introduction Video, Top 16 Người đẹp truyền cảm hứng), đăng ký dự thi Hoa hậu Hoàn vũ Việt Nam 2025 nhưng rút lui trước vòng sơ khảo vì lý do cá nhân, Top 7 Điểm hẹn tài năng 2025, Giám đốc bản quyền Hoa hậu Hoàn vũ Việt Nam tỉnh Đắk Lắk.
- Thomas Iris Thanh: Top 30 Miss Peace Vietnam 2022, Top 2 Hoa hậu Sắc đẹp Việt Nam 2023.
- Nguyễn Thị Quỳnh Trang: Top 15 Hoa hậu Các Dân tộc Việt Nam 2022 cùng giải phụ Người đẹp Du lịch, Top 55 Hoa hậu Hòa bình Việt Nam 2022, Top 11 Hoa hậu Trái Đất Việt Nam 2023, Top 45 Hoa hậu Hoàn vũ Việt Nam 2025 cùng giải phụ (Top 5 Cosmo Social Ambassador, Top 20 Người đẹp Bản lĩnh, Top 10 Cosmo Best Face).
- Trần Thị Thùy Trâm: Top 70 Hoa hậu Hoàn vũ Việt Nam 2015, Top 8 Vietnam's Next Top Model 2016, Top 11 Vietnam's Next Top Model 2017 (mùa All Stars), Top 20 Hoa hậu Hòa bình Việt Nam 2022 cùng giải phụ Top 10 Best in Swimsuit, Top 15 Hoa hậu Hòa bình Việt Nam 2024 cùng giải phụ (Best Catwalk, Top 5 Miss Fashion).
- Huỳnh Thị Cẩm Tiên: Top 45 Hoa hậu Hoàn vũ Việt Nam 2017 cùng các giải phụ (Người đẹp Thể thao, Top 6 Best Catwalk), Top 15 Hoa hậu Siêu quốc gia Việt Nam 2018 cùng giải phụ Người đẹp Tài năng.
- Nguyễn Thị Thanh Thùy: Top 30 Hoa Hậu Du Lịch Đà Nẵng cùng giải phụ Người đẹp truyền thông, Top 71 Hoa hậu Hoàn vũ Việt Nam 2022, Top 30 Hoa Khôi Nam Bộ 2022, đại diện Việt Nam tham dự Miss Tourism Queen Worldwide 2023 đạt Á Hậu 4 cùng giải phụ Best in Evening Gown.
- Nguyễn Thanh Thanh: Top 71 Hoa hậu Hoàn vũ Việt Nam 2022, Á khôi 1 Hoa khôi Sông Vàm 2022 cùng giải phụ Người đẹp Thời trang, Á hậu 2 Hoa hậu Văn hóa Hữu nghị Quốc tế 2025 cùng giải phụ Người đẹp Biển.
- Trần Thu Huyền: Đăng kí dự thi Hoa hậu Hoàn vũ Việt Nam 2025 nhưng rút lui trước vòng sơ khảo vì lý do cá nhân.
- Lê Ngọc Phương Thảo: Top 71 Hoa hậu Hoàn vũ Việt Nam 2022, Top 16 Hoa khôi Sông Vàm 2022.
- Nguyễn Thị Diễm Quyên: Á khôi 2 Nét đẹp Sư phạm 2022, Top 15 Hoa hậu Hòa bình Việt Nam 2023 cùng giải phụ Best in Evening Gown.
- Nguyễn Thị Lan: Top 5 Người đẹp Hoa Lư 2022, Top 15 Hoa hậu Đại dương Việt Nam 2023.
- Lương Thị Trúc Hà: Top 36 Hoa hậu Trái Đất Việt Nam 2023.
- Phạm Thị Hằng Nga: Top 10 Hoa hậu Hòa bình Việt Nam 2023.
- Đỗ Thị Minh Tâm: Top 45 Hoa hậu Hoàn vũ Việt Nam 2019 cùng giải phụ "Top 20 Best Catwalk".
- Nguyễn Hoàng Bảo Trân: Top 71 Hoa hậu Hoàn vũ Việt Nam 2022.
- Bùi Hạnh Nguyên: Top 36 Hoa hậu Trái Đất Việt Nam 2023, Top 29 Miss Universe Vietnam 2024, Top 8 Hoa hậu Toàn cầu Việt Nam 2024, Top 45 Hoa hậu Hoàn vũ Việt Nam 2025 cùng giải phụ Top 10 Cosmo Best Body.
- Huỳnh Nguyễn Thanh Trúc: Á khôi 2 Nét đẹp sinh viên Trường Đại học Công nghệ Đồng Nai 2023, tham gia vòng sơ khảo Hoa hậu Hòa bình Việt Nam 2024, Top 45 Hoa hậu Du lịch Việt Nam Toàn cầu 2024
- Đàng Thị Kim Lệ: Top 30 Hoa hậu các dân tộc Việt Nam 2022, Top 15 Hoa hậu Việt Nam Thời đại 2022.
- Đặng Lâm Giang Anh: Top 18 Hoa khôi Áo dài Việt Nam 2016, Top 30 Hoa hậu Đại dương Việt Nam 2017.
- Triệu Thiên Trang: Top 29 Miss Universe Vietnam 2024.
- Nguyễn Thị Hồng Mỹ: Top 33 Miss Universe Vietnam 2024.
- Hồ Nguyễn Kiều Oanh: Đại diện Việt Nam tham dự Hoa hậu Du lịch Quốc tế 2023 nhưng không đạt thành tích gì.

## Ban giám khảo
| Họ tên                | Danh hiệu, nghề nghiệp                                        | Vai trò    |
| --------------------- | ------------------------------------------------------------- | ---------- |
| Lê Diệp Linh          | Tiến sĩ, Bác sĩ Nhân trắc học                                 | Thành viên |
| Trần Thị Hương Giang  | Hoa hậu Hải Dương 2006                                        | Thành viên |
| Vũ Thu Phương         | Doanh nhân, Siêu mẫu                                          | Thành viên |
| Nguyễn Trần Khánh Vân | Giải Bạc Siêu mẫu Việt Nam 2018 Hoa hậu Hoàn vũ Việt Nam 2019 | Thành viên |
| H'Hen Niê             | Hoa hậu Hoàn vũ Việt Nam 2017                                 | Thành viên |
| Kathy Uyên            | Đạo diễn, Nhà giáo dục                                        | Thành viên |
| Quỳnh Hoa             | MC, Ca sĩ                                                     | Thành viên |

## Dự thi quốc tế
| Cuộc thi                                   | Đại diện              | Danh hiệu | Thứ hạng       | Giải thưởng đặc biệt |
| ------------------------------------------ | --------------------- | --------- | -------------- | -------------------- |
| Miss Tourism Queen Worldwide 2023          | Nguyễn Thị Thanh Thùy | Top 40    | 4th Runner-up  | Best in Evening Gown |
| Miss Tourism International 2023            | Hồ Nguyễn Kiều Oanh   | Top 59    | Không đạt giải | Không                |
| Miss Cosmo 2024                            | Bùi Thị Xuân Hạnh     | Hoa hậu   | Top 5          | Best in Evening Gown |
| Miss Culture Friendship International 2025 | Nguyễn Thanh Thanh    | Top 40    | 2nd Runner-up  | Best in Swimsuit     |
| Miss Global 2026                           | Kiều Thị Thúy Hằng    | Top 10    |                |                      |